# Mazda EZ-60
Mazda EZ-60 — среднеразмерный кроссовер, представленный в 2025 году совместным предприятием Changan Mazda.

## Описание
Название EZ-60 было подтверждено в тизере, опубликованном в аккаунте Mazda в Weibo 31 марта 2025 года. После EZ-6, EZ-60 является вторым аккумуляторным электромобилем производства Changan Mazda. Платформа — EPA1.
Кроме аккумуляторных электромобилей (BEV), также выпускаются гибридные автомобили и электромобили с увеличенным запасом хода (EREV). Язык дизайна — Kodo.
Годом ранее (в 2024 году) на Пекинском автосалоне был представлен концепт-кар Mazda Arata Concept.

## Технические характеристики
Mazda EZ-60 оснащается электродвигателем мощностью 175 кВт (235 л. с.) и 1,5-литровым двигателем внутреннего сгорания JL473QJ мощностью 160 кВт (215 л. с.).

## Мировые рынки
На европейском рынке Mazda EZ-60 продаётся под названием Mazda CX-6e.